# جوستين هيوز
جوستين هيوز (بالإنجليزية: Justin Hughes)‏ (23 أبريل 1985 في الولايات المتحدة - ) هو لاعب كرة قدم أمريكي في مركز حراسة المرمى. شارك مع منتخب الولايات المتحدة تحت 23 سنة لكرة القدم. أما مع النوادي، فقد لعب مع كولورادو رابيدز وNorth Carolina FC U23 ‏ وReal Maryland F.C. ‏.

## وصلات خارجية
- جوستين هيوز على موقع الدوري الأمريكي (الإنجليزية)
- جوستين هيوز على موقع قاعدة بيانات كرة القدم.إي يو (الإنجليزية)